# Offenbach del Meno
Offenbach del Meno (en alemán: Offenbach am Main, pronunciación: /ˈɔfn̩ˌbax am maɪ̯n/ⓘ) es una ciudad alemana situada en el Land de Hesse, en la orilla sur del río Meno. Tiene 118 770 habitantes (31 de diciembre de 2009). Al oeste colinda con Fráncfort del Meno.

## Datos geográficos
- Superficie: 44,9 km²
- Habitantes: 118.770 (31 de diciembre de 2009)
- Altura: 97 - 166 m
- Coordenadas: 50° 06' altitud norte; 08° 46' latitud este.

## Barrios
Offenbach se divide oficialmente en 21 barrios ('Stadtteile'). Dichos barrios son, en orden alfabético:
| - Bieber - Bieberer Berg - Buchhügel - Buchrain - Bürgel - Carl-Ullrich-Siedlung - Hafen | - Kaiserlei - Lauterborn - Lindenfeld - Mathildenviertel - Musikerviertel - Nordend - Offenbach-Ost | - Rosenhöhe - Rumpenheim - Senefelderquartier - Tempelsee - Waldheim - Westend - Zentrum |

## Historia

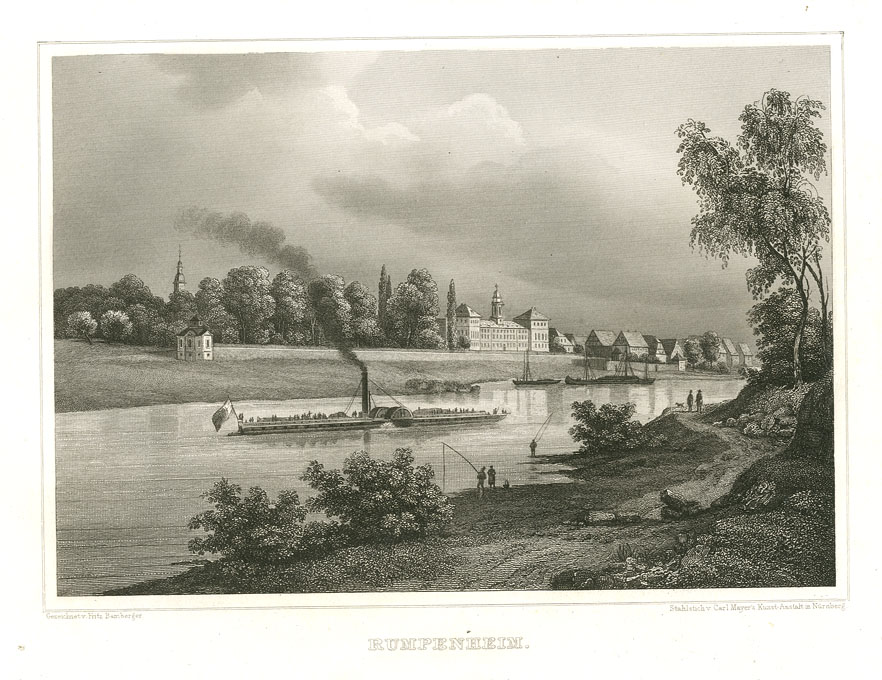
Vista de Offenbach de mediados del

Los restos de asentamientos más antiguos encontrados en Offenbach datan de la Edad de Piedra. Sin embargo, se menciona el lugar por primera vez en el año 977. La zona cambió varias veces de dueño a lo largo de la historia. Los condes de Isenburg fueron unos de los primeros nobles asociados con la ciudad. Aún hoy el palacio de Isenburg lleva su nombre. En 1800 Aloys Senefelder descubre en Offenbach la litografía. En 1815 y tras el congreso de Viena Offenbach fue adjudicada a Austria para volver a manos de la casa de Hesse-Darmstadt poco después. En 1841 nace en la ciudad el poeta y filósofo Philipp Mainländer.
Durante la Segunda Guerra Mundial el 36 % de la ciudad fue destruido. Con la reconstrucción durante la postguerra, Offenbach sobrepasó el umbral de los 100.000 habitantes en 1954. En 1956, la ciudad fue laureada, conjuntamente con la francesa Puteaux, con el Premio de Europa, una distinción otorgada anualmente desde 1955 por el Consejo de Europa a aquellos municipios que hayan hecho notables esfuerzos para promover el ideal de la unidad europea.

## Economía

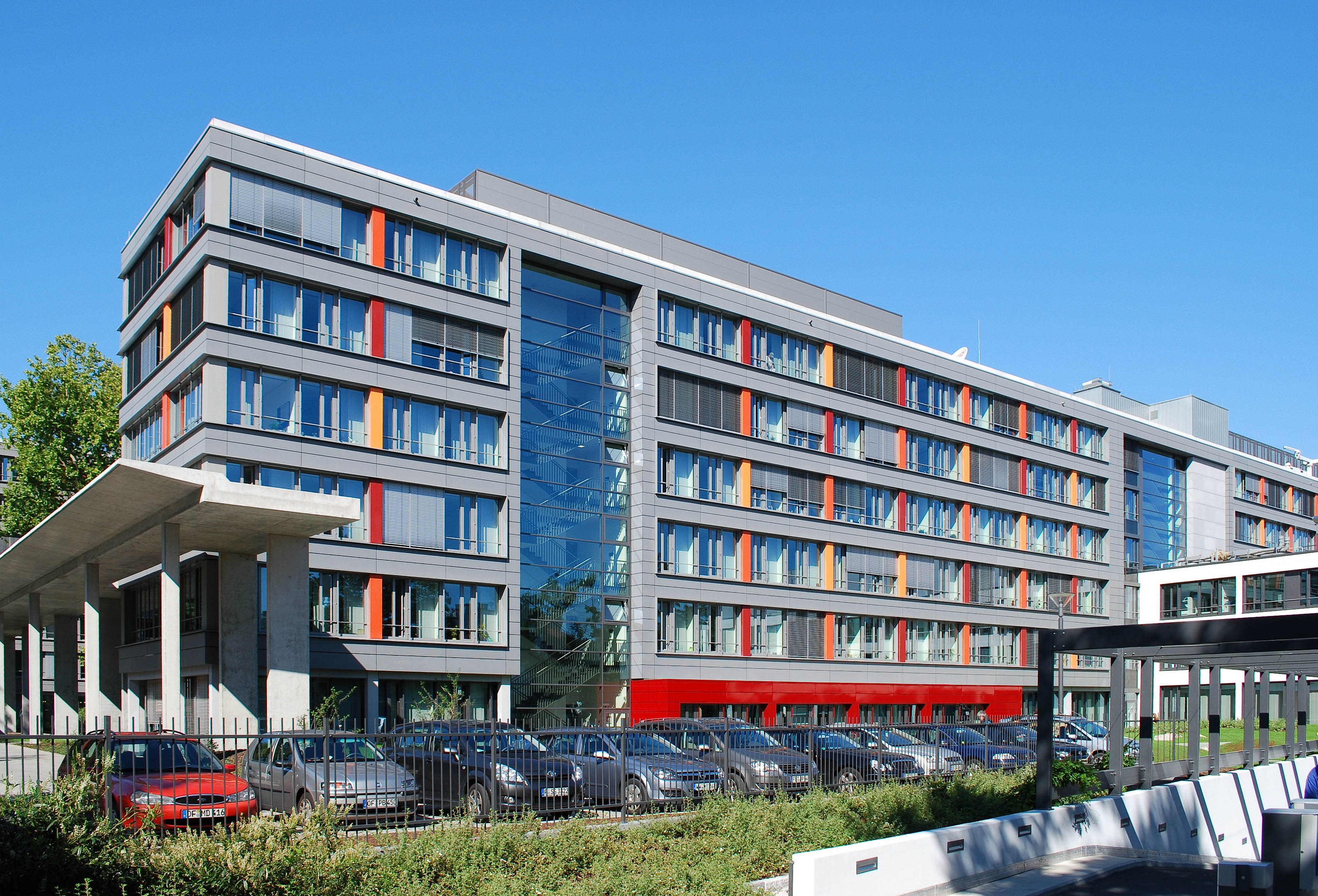
Servicio Alemán de Meteorología

Antiguamente Offenbach era un centro de elaboración de cuero aunque en la actualidad esta parte de la economía ha quedado casi abandonada. 
En la ciudad y sus alrededores hay importantes instalaciones de la industria química, industria de fabricación de imprentas, etc.
Offenbach es sede del Servicio Alemán de Meteorología (Deutscher Wetterdienst) y de alguna administración federal.
En los últimos años, Offenbach ha recibido empresas de una larga paleta de servicios, especialmente en el sector transporte. Offenbach alberga las sedes europeas Hyundai Motors y Kumho Tires y la filial de Honda en Alemania. 
En Offenbach está situada la casa matriz de Pirastro, fabricante de cuerdas para instrumentos de cuerda frotada (violín, viola, violoncelo, contrabajo), de renombre mundial.

## Lugares de interés
- Isenburger Schloss (Palacio de Isenburg)
- Deutsches Ledermuseum (Museo alemán del cuero)
- Castillo de Rumpenheim

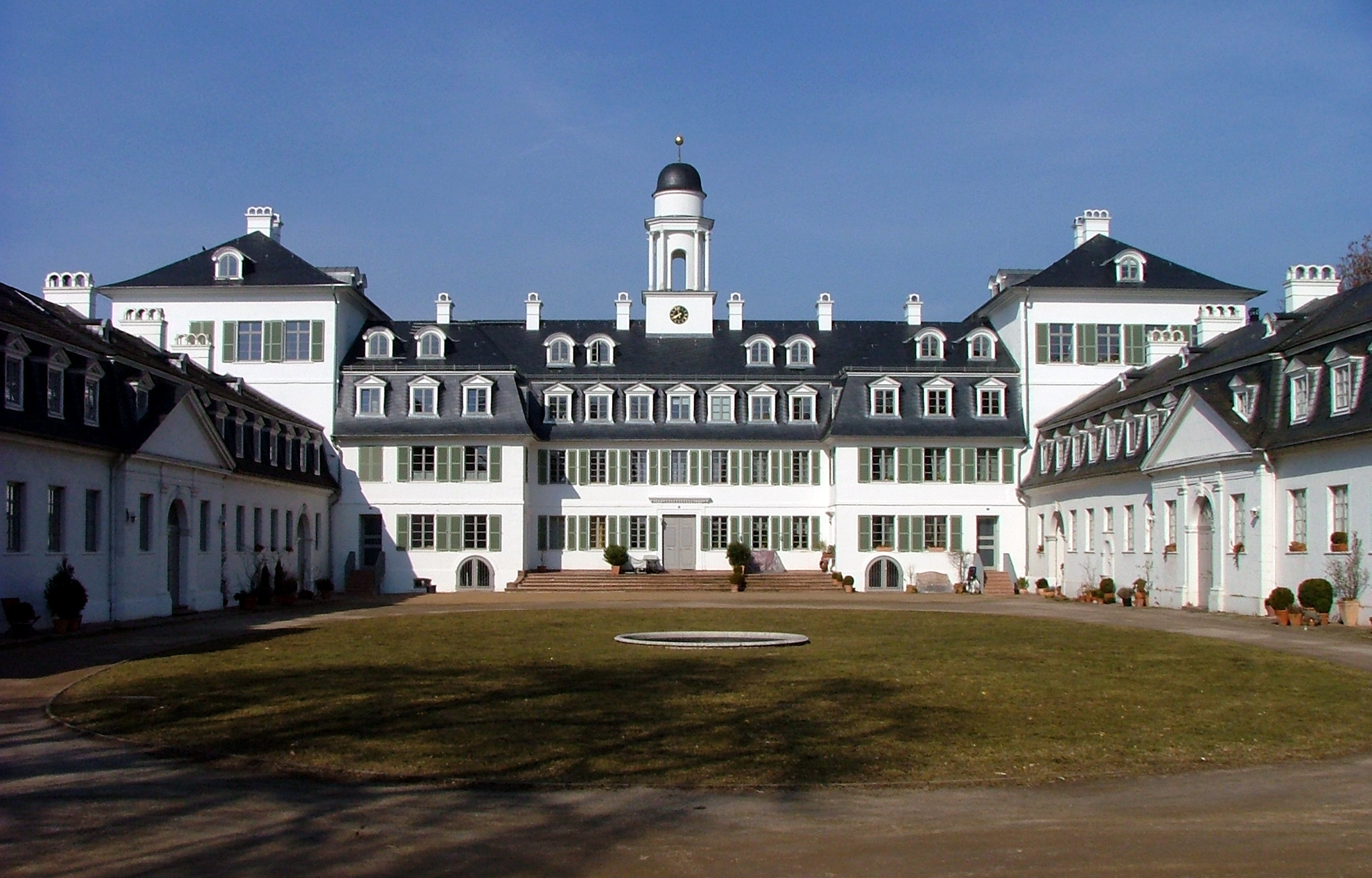
Château de Rumpenheim
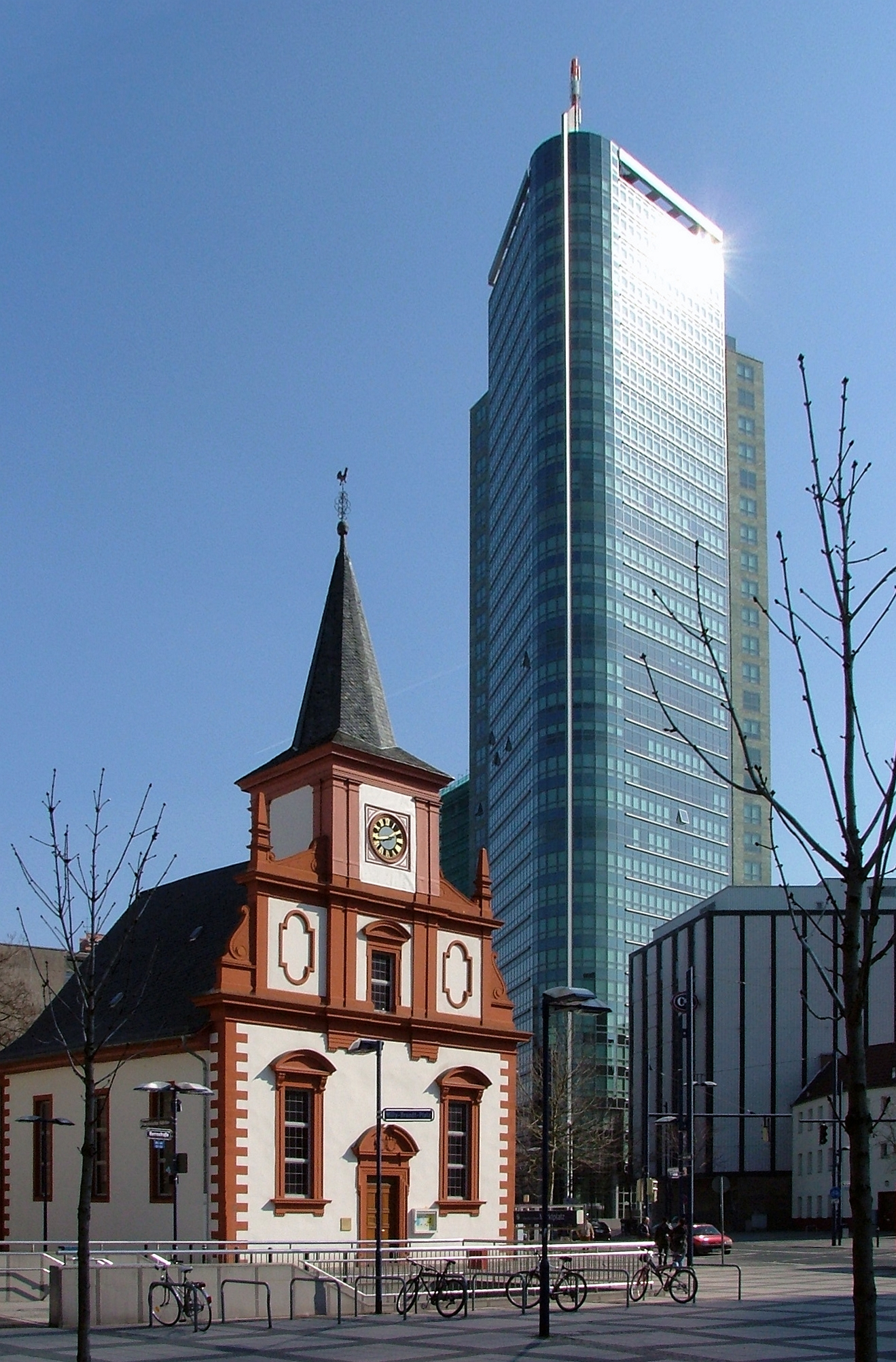
Iglesia francesa y "City Tower" (120 m).
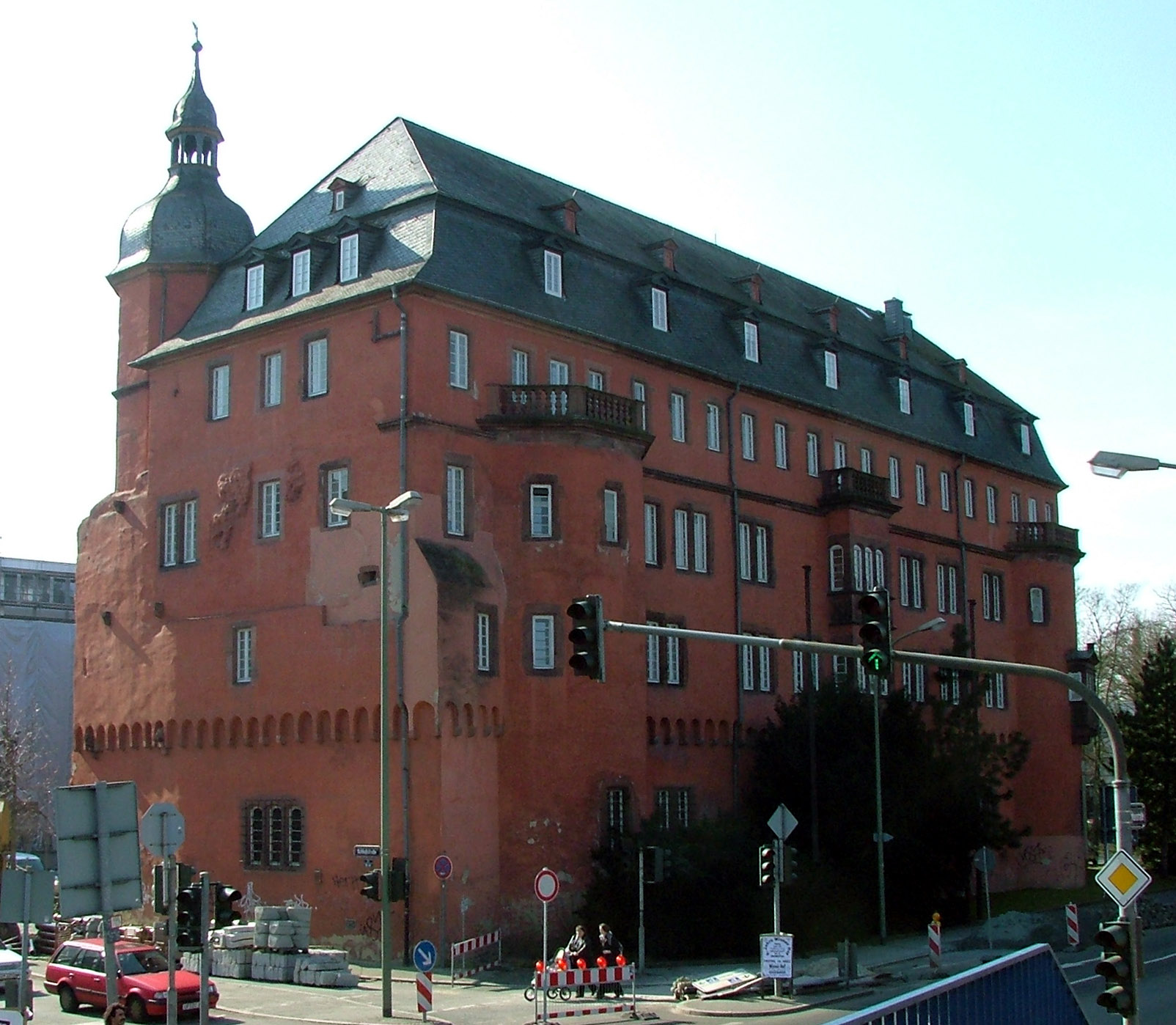
Château Isenburg.
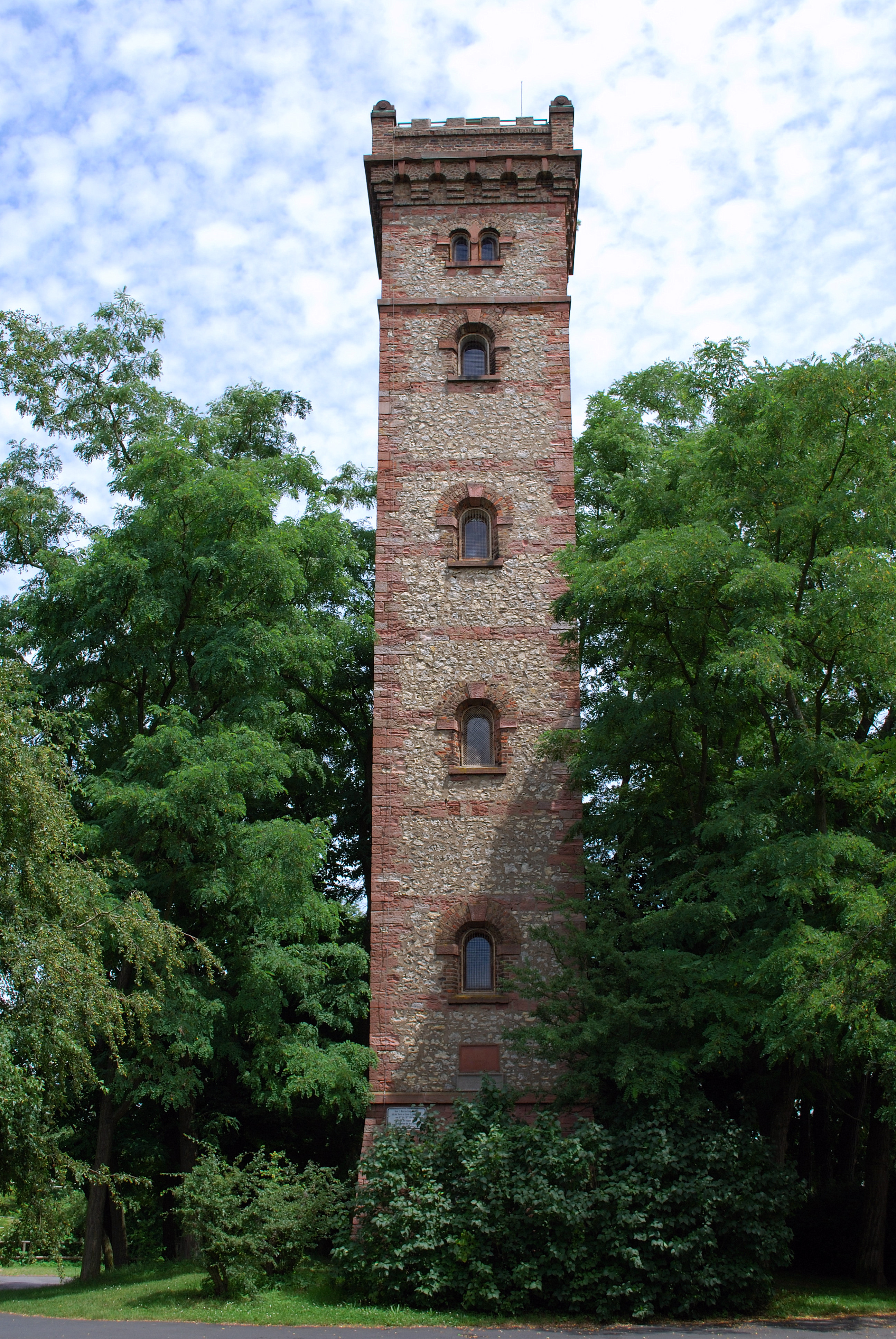
Torre de Bieber.
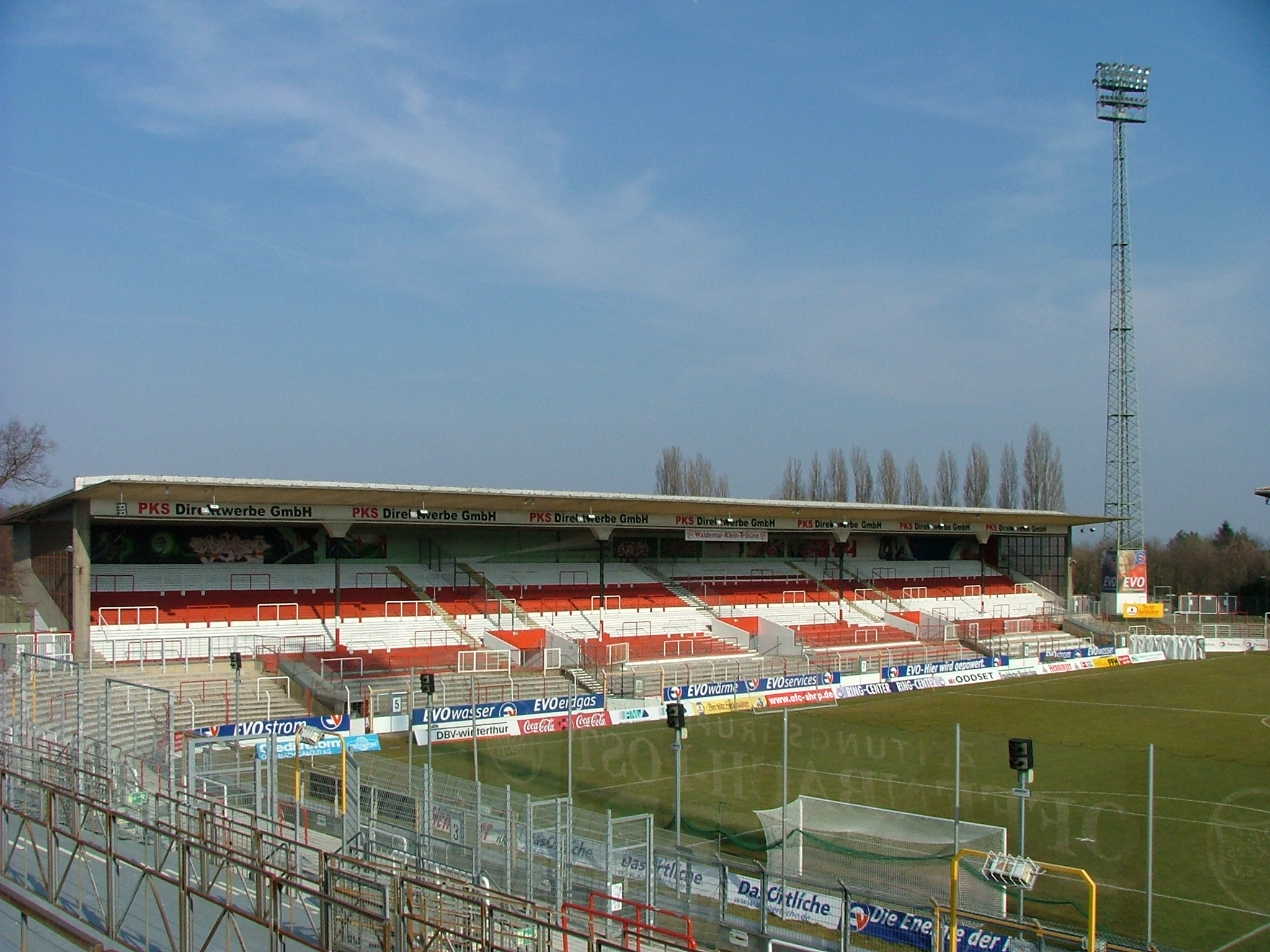
El estadio "Bieberer Berg".